# بخش کالور، شهرستان سنت لوئیس، مینه سوتا
بخش کالور (به انگلیسی: Culver Township) یک منطقهٔ مسکونی در ایالات متحده آمریکا است که در شهرستان سنت لوئیس، مینه‌سوتا واقع شده‌است.
 بخش کالور ۹۰٫۹ کیلومتر مربع مساحت و ۲۹۴ نفر جمعیت دارد و ۳۹۶ متر بالاتر از سطح دریا واقع شده‌است.